# Nátaga (kommun)
Nátaga är en kommun i Colombia.   Den ligger i departementet Huila, i den centrala delen av landet, 290 km sydväst om huvudstaden Bogotá. Antalet invånare är 5 831.